# Psychomyiellodes obscurus
Psychomyiellodes obscurus is een schietmot uit de familie Ecnomidae. De soort komt voor in het Afrotropisch gebied.